# Двињ-велинско језеро
Двињ-велинско језеро (рус. Двинь-Велинское озеро) слатководно је језеро глацијалног порекла смештено на крајњем југоистоку Псковске области, односно на западу европског дела Руске Федерације. Административно припада Куњском рејону. Са површином акваторије од 52,6 км² треће је по величини језеро у целој Псковској области, одмах након Чудско-псковског језерског комплекса и Жижичког језера. Преко своје једине отоке, реке Двинке повезано је са басеном Западне Двине и Балтичким морем.
Просечна дубина воде у језеру је око 2 метра, док максимална дубина досеже до 7 метара. Површина сливног подручја је око 189,2 км².
Двињ-велинско језеро састоји се из два засебна језера међусобно повезана кратким природним каналом ширине од 50 до 100 метара. Северније се налази језеро Двиње површине 31,26 км², док је јужније Велињско језеро површине 21,3 км². Двињско језеро је знанто дубље, са изразито разуђеним обалама, неравним дном и 9 мањих острва укупне површине 24 хектара. На јужном језеру чија максимална дубина досеже до 4 метра не налазе се острва, а дно је знанто равније. Из Велињског језера отиче река Двинка.